# プチ・ブルース
プチ・ブルース（本名：鈴木 亮裕、1959年6月2日 - ）は、オフィス亜都夢に所属するものまねタレントである。ブルース・ウィリスのそっくりさんとして、映画ダイ・ハードの主人公ジョン・マクレーンのものまねを行うことで知られる。

## 人物・略歴
神奈川県横浜市出身。血液型はO型。趣味は映画観賞・カラオケ・スロット。特技は水泳・野球・ボディボード。
下積み時代に明治製菓「チェルシー」のCMに出演した際、プロデューサーから受けた「ブルース・ウィリスに似ているからものまね番組に出なさい」という一言から当時人気番組だった「上岡龍太郎にはダマされないぞ!」「天才・たけしの元気が出るテレビ!!」を始めとした多数のバラエティ番組に出演するようになる。また、かつては「アラン鈴木」「ダイハード鈴木」という芸名で活動していた。
2005年に爆笑そっくりものまね紅白歌合戦スペシャルの全国顔だけそっくりさん大集合に本名で出演し、その後人気が出たため、番組の準レギュラーとなった。
2007年、映画ダイ・ハードのパロディー・ショートムービー『プチ・ダイ・ハード』を 株式会社ALIEN-EYE  と制作し、彼の公式ブログで紹介したところ話題になり、「ブログのものまねタレント」としても知られるようになった。なお、ショートムービーは2007年5月、アメリカのCATVで放送された。また、1997年にテレビ番組の企画でアメリカハリウッドの映画会社のオーディションを受けに行ったという異色の経験を持っている。

## 出演作品

### テレビ
- 上岡龍太郎にはダマされないぞ!（フジテレビ）
- 天才・たけしの元気が出るテレビ!!（日本テレビ）
- 爆笑そっくりものまね紅白歌合戦（フジテレビ）
- めちゃ×2イケてるッ!（フジテレビ）
- 笑っていいとも!（フジテレビ）
- めざましテレビ（フジテレビ）
- 情報プレゼンター とくダネ!（フジテレビ）
- 笑いの金メダル（テレビ朝日）
- ヤレデキ!世界大挑戦（TBSテレビ）
- ロンドンハーツ（テレビ朝日）
- ザ・サンデー（日本テレビ）
- めざにゅ〜（フジテレビ）
- YOUたち（日本テレビ）
- ちちんぷいぷい（毎日放送）
- 内村プロデュース（テレビ朝日）
- 全日本そっくり大賞（テレビ東京）
- リンカーン（TBSテレビ）
- ヤレデキ!世界大挑戦（TBSテレビ）
- 週刊スタミナ天国（フジテレビ）
- 週刊AKB（テレビ東京）
- アグレッシブですけど、何か? （広島ホームテレビ）
- クイズ!脳ベルSHOW（BSフジ）
- 水曜日のダウンタウン（TBSテレビ）

他、多数。

### CM
- 明治製菓 チェルシー

### PV
- 凛として時雨「DIE meets HARD」（2017年）

### ドラマ
- Heaven? 〜ご苦楽レストラン〜（2019年9月10日、TBSテレビ） - 第10話「成田空港のロビーで佇む伊賀観の背後をうろつく男」役

### 映画
- 日本以外全部沈没（2006年）
- WARA（劇場用映画、吉本興業制作）
- 99.9-刑事専門弁護士-THE MOVIE（2021年）